# Dungcas Beach
Dungcas Beach är en strand i Guam (USA).   Den ligger i kommunen Tamuning, i den centrala delen av Guam, 3 km nordost om huvudstaden Hagåtña. 
Vid slaget om Guam landsatte japanerna cirka 400 soldater ur den 5. försvarsstyrkan från Saipan på Dungcas Beach den 10 december 1941.